# フランセス・テオドラ・パーソンズ

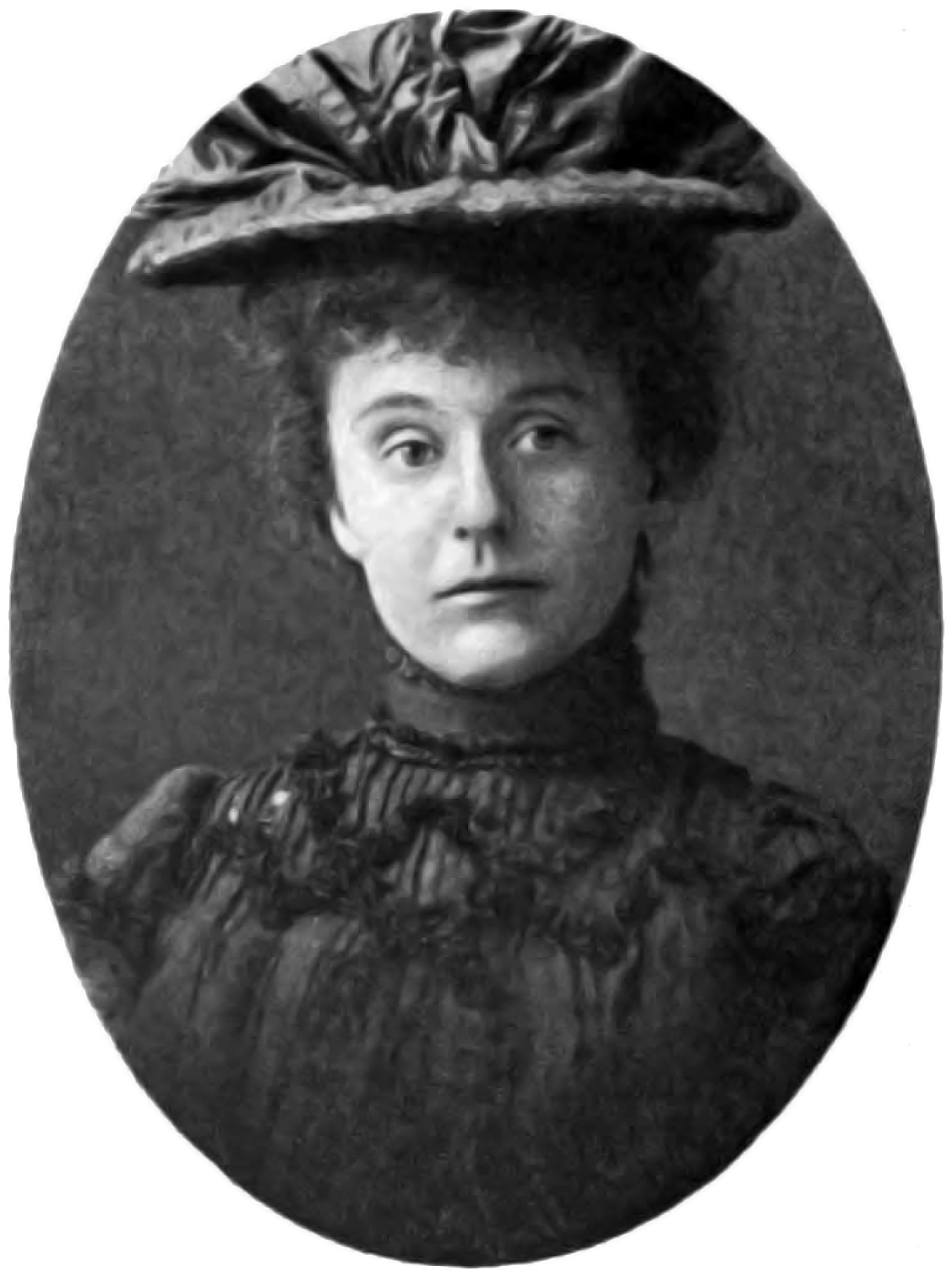
フランセス・テオドラ・パーソンズ

フランセス・テオドラ・パーソンズ（Frances Theodora Parsons 、旧姓スミス、1861年12月5日 – 1952年6月10日）は、アメリカ合衆国の植物学者である。主著の"How to Know the Wild Flowers"の出版時はパーソンズと再婚する前であったので、前夫のウィリアム・スター・デーナ夫人（Mrs. William Starr Dana）の名前で出版した。最初の夫、ウィリアム・スター・デーナは海軍士官で1884年に結婚し、1890年に死別した。1896年にニューヨークの政治家で後に外交官となる、ジェームズ・ラッセル・パーソンズと結婚した。共和党の熱心な支持者で、セオドア・ルーズベルトが共和党から分離して作った進歩党（Progressive Party）も支持した。女性参政権運動にも参加した。
植物学の分野の著作、"How to Know the Wild Flowers"は、北アメリカ最初の野生の花に対する野外調査ガイドで、人気を集め、初版は5日で売り切れた。何度も改訂し、没後も再刊されている。

## 著作
- How to Know the Wild Flowers (1893). New York: Charles Scribner's Son's. 挿画 Marion Satterlee.
- Plants and their Children (1896)
- How to Know the Ferns (1899). 著者名 Frances Theodora Parsons. 挿画 Marion Satterlee 、Josephine Smith. 初版 Toronto: The Publisher's Syndicate Limited; 7版以上が 1899-1925 の間にNew YorkのCharles Scribner's Son'sで刊行; 2版以上が New Yorkの Dover Booksで刊行; 2005年にKessinger Publishingで刊行
- According To Season (1902)
- Perchance Some Day (1951) 自伝、自費出版

## 著書の図版
How to know the wild flowers : a guide to the names, haunts and habits of our common wild flowers の図版

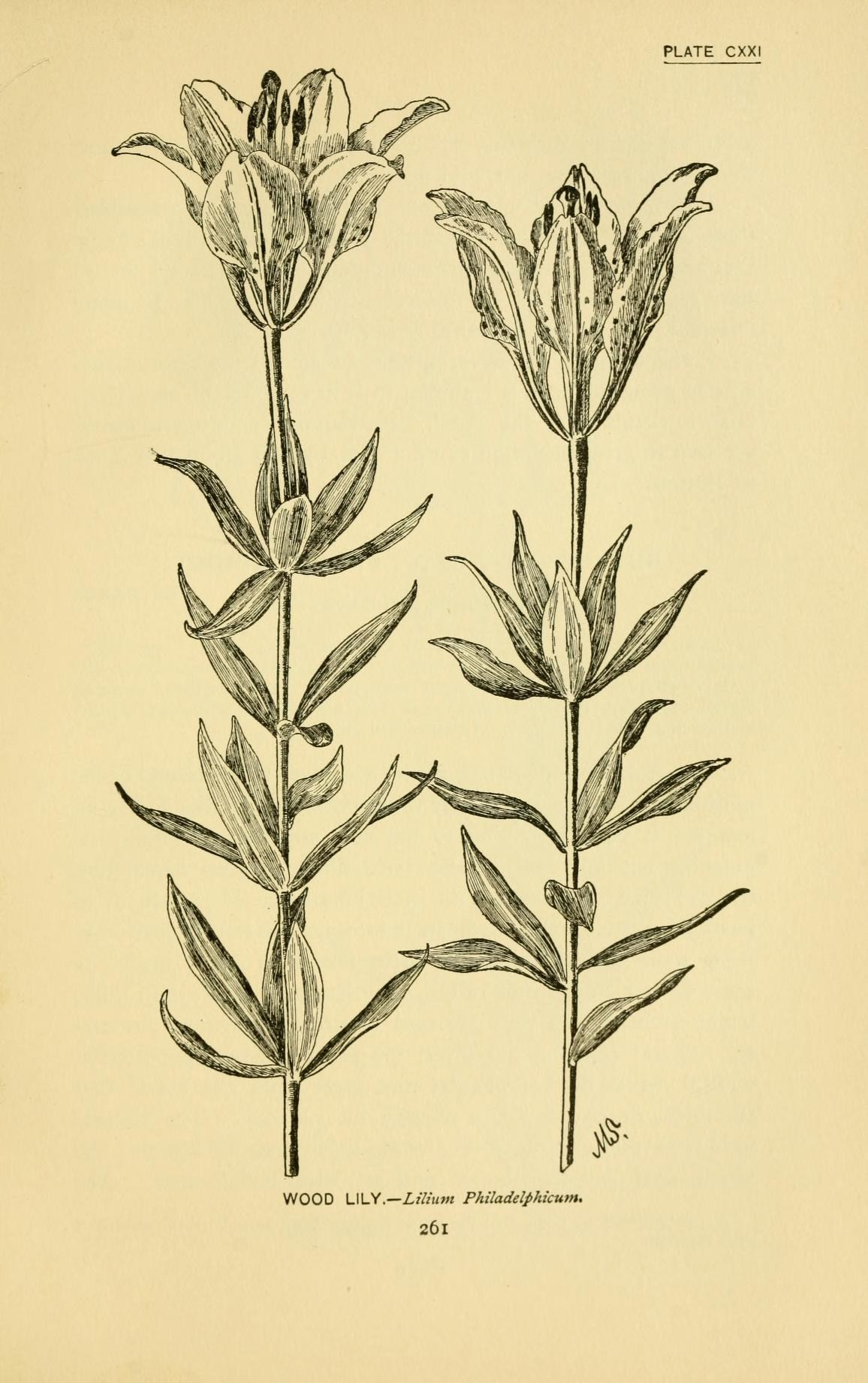
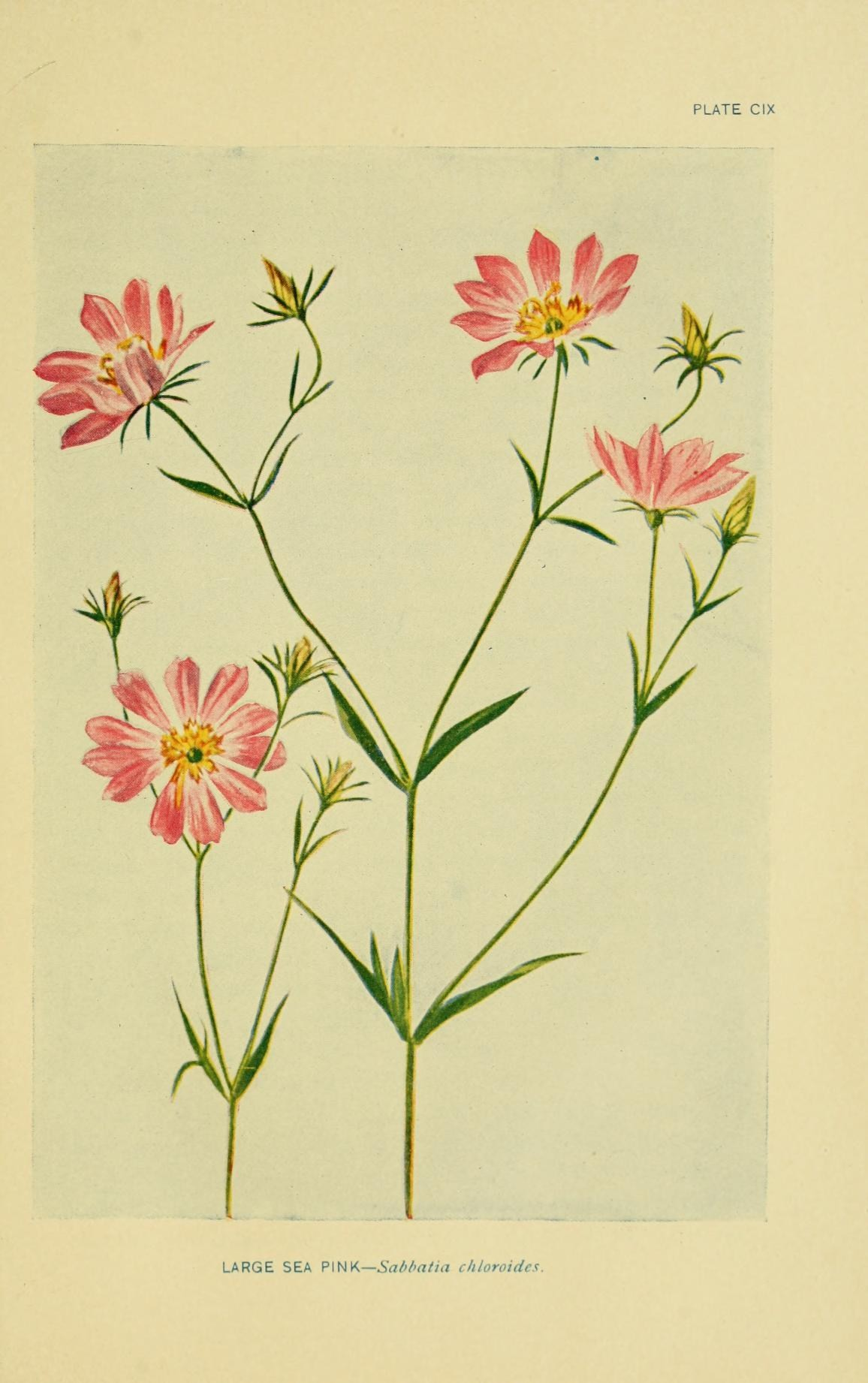
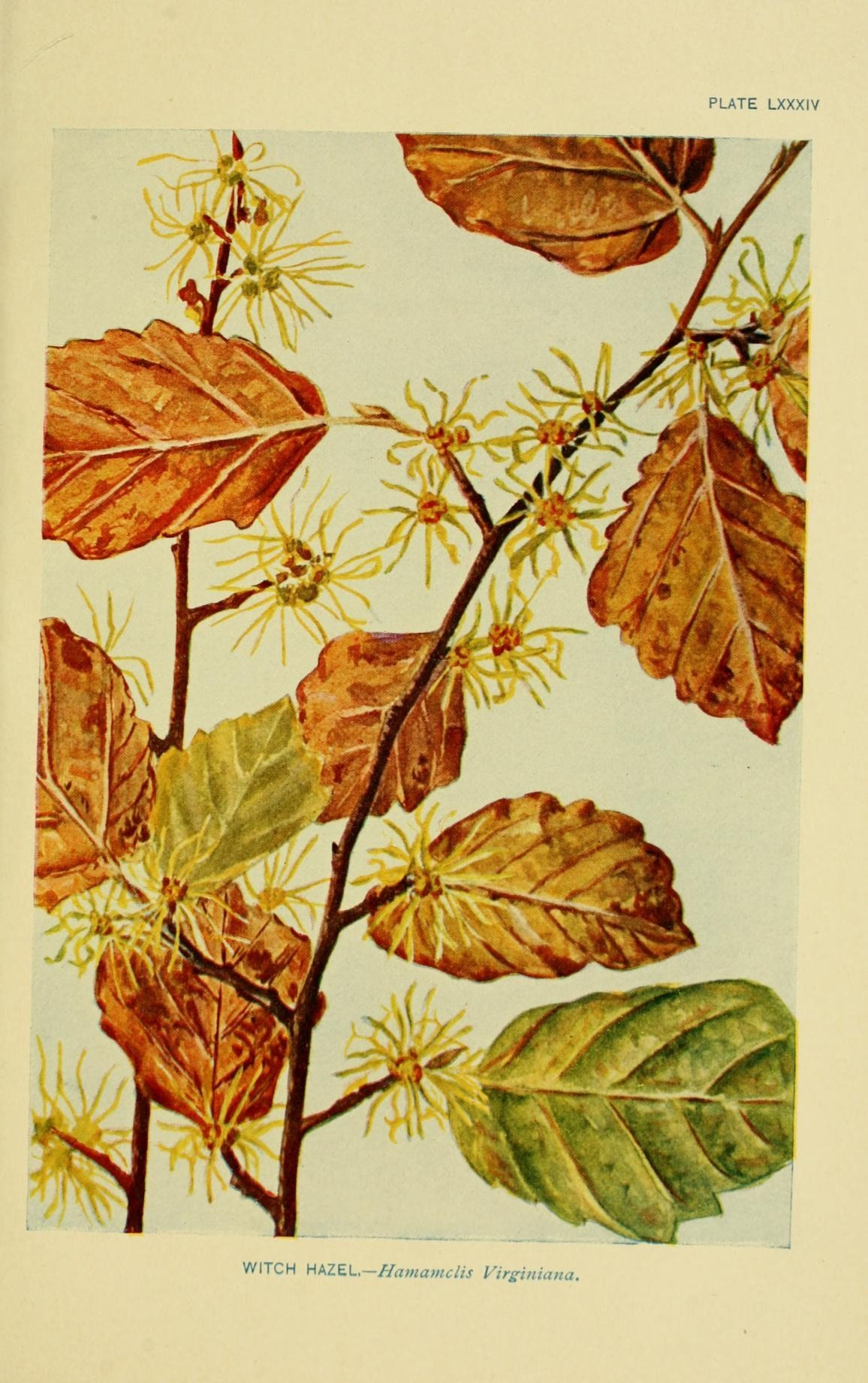
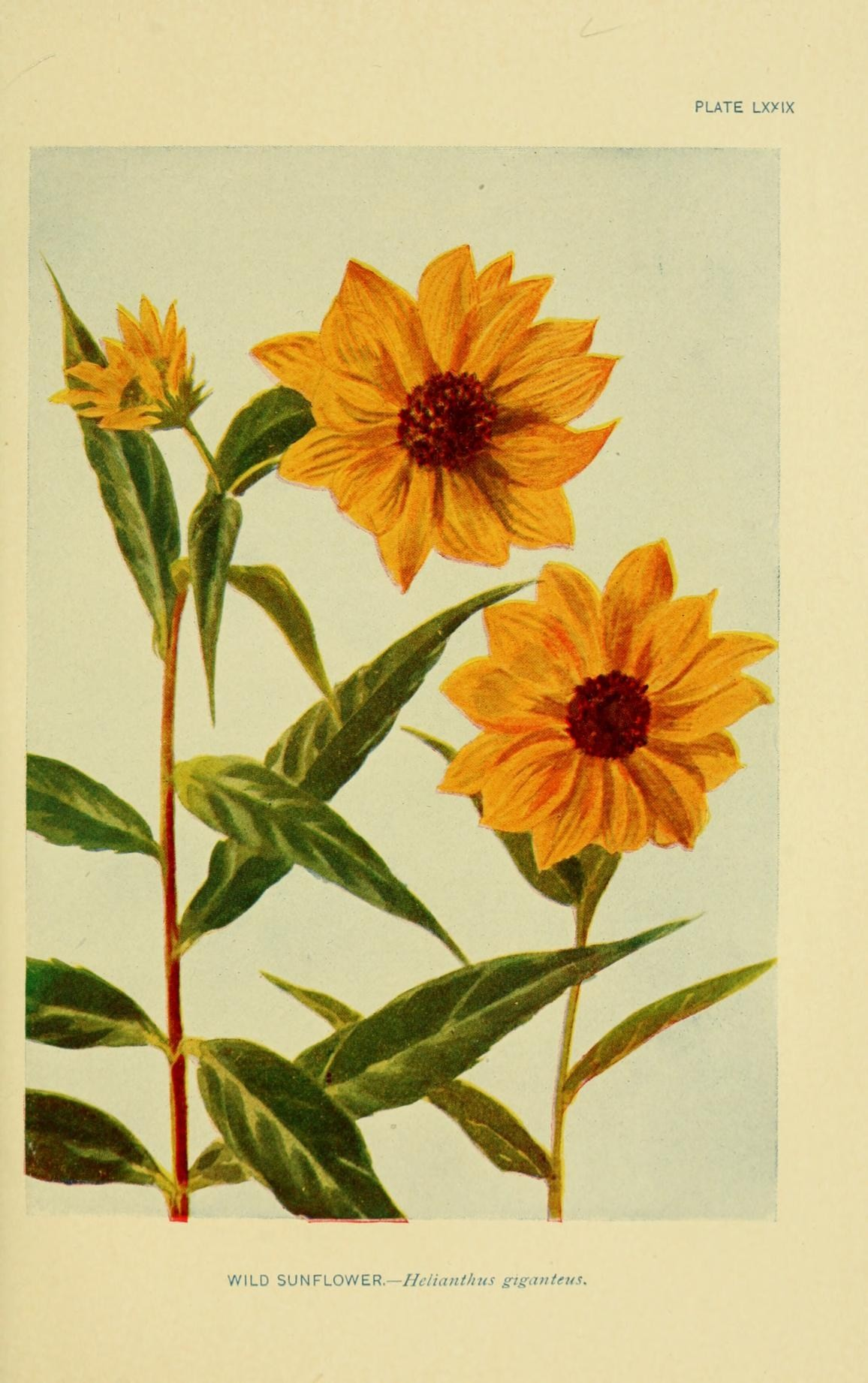
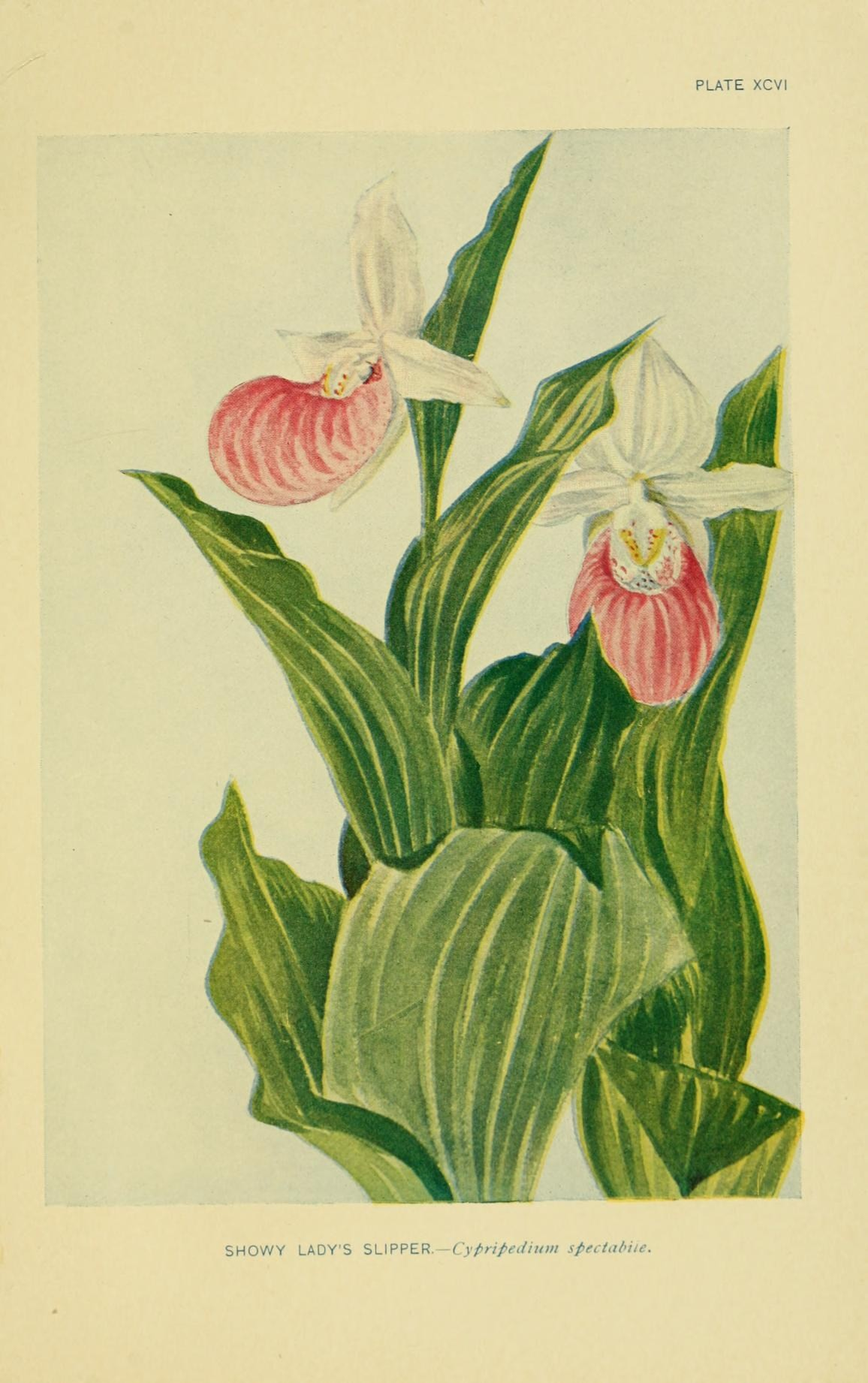